# Benard Ighner
Benard Ighner (Houston (Texas), 18 de enero de 1945 – Houston (Texas), 14 de agosto de 2017) fue un cantante, músico, compositor y productor de jazz estadounidense.

## Biografía
Después de graduarse en 1962, Ighner se trasladó con su familia de Texas a San Diego (California) y se unió a U.S. Army.  Aprendió a tocar múltiples instrumentos como el piano, la guitarra y de saxofón. Después de licenciarse en 1965, graba con Dizzy Gillespie.  Como Bernard Ito, graba la versión vocal de la composición de Gillespie "Con Alma" para la Mercury Records, y durante un tiempo fue el cantante destacado de Gillespie en la gira. Posteriormente, con el pseudónimo de Alexander St. Charles, comenzó a trabajar como compositor y arreglista de Lalo Schifrin en su álbum de 1971 Rock Requiem. Juntos escribieron la canción "Like Me" de la banda sonora Harry el Sucio. Cantó en el álbum de David Axelrod The Auction de 1972.
Ighner fue cantante de estudio en Hollywood. En 1974, canción su propia canción "Everything Must Change", en el álbum conocidísimo de Quincy Jones Body Heat. Aunque no se publicó como single, se afirma que "la inquietante obra maestra contribuyó en gran medida a la venta del álbum completo." La canción seria posteriormente interpretada por Randy Crawford, Barbra Streisand, Peggy Lee, George Benson, Nina Simone, Nancy Wilson, Judy Collins, June Christy, Jean Carn, Oleta Adams entre otros.
También en 1974, produjo y tocó en el álbum Who Is This Bitch, Anyway? de Marlena Shaw para Blue Note Records.  El álbum incluía varias de las composiciones de Ighner y se considera el cénit de las grabaciones de Shaw. Ese mismo año graba su canción "Davy" en dueto con Shirley Bassey en su álbum Nobody Does It Like Me. Ighner solo tiene un álbum en solitario, Little Dreamer, grabado por el sello japonés Alfa en 1978, donde se incluye otra versión de su canción "Everything Must Change". Ighner también aparece en álbumes de Smokey Robinson, James Taylor entre otros, y cantó en numerosos anuncios publicitarios. Sus composiciones fueron grabados con músicos de la talla de Carmen McRae, Freddie Hubbard, Shirley Bassey, Jerry Butler y Sergio Mendes. En 1984, volvió a juntarse con Schifrin para tocar y grabar con Sarah Vaughan en su álbum The Planet Is Alive...Let it Live!.